# 高渠乡 (米脂县)
高渠乡是中国陕西省榆林市米脂县下辖的一个乡。

## 行政区划
高渠乡下辖以下行政区：
高渠村、田渠村、冯渠村、白家墕村、陈家沟村、高庙山村、麻渠村、阳山村、高家硷村、折家坪村、马家沟村、姬家寨村、井家沟村、姜新庄村、安沟村、高西沟村、李谢硷村、马蹄坬村、李郝山村、刘渠村